# Barwice (plaats)
Barwice (Duits: Bärwalde) is een stad in het Poolse woiwodschap West-Pommeren, gelegen in de powiat Szczecinecki. De oppervlakte bedraagt 7,42 km², het inwonertal 3876 (2005).
Barwice is de hoofdplaats van de gemeente Barwice.

## Geboren in Barwice
- Oscar Halle (1857), kunstschilder